# Stenobothrus magnus
Stenobothrus magnus är en insektsart som beskrevs av Tokuichi Shiraki 1910. Stenobothrus magnus ingår i släktet Stenobothrus och familjen gräshoppor. Inga underarter finns listade i Catalogue of Life.